# Beneš–Mráz Bibi
Les Beneš–Mráz Bibi sont des avions légers tchécoslovaques de sport et de tourisme de l'entre-deux-guerres. 
- Beneš–Mráz Be-501 Bibi : Monoplace de sport, cet appareil sorti en 1936 (OK-BEL) se présentait comme un Beneš–Mráz Be-50 Beta-Minor en réduction, mais le pontage arrière du fuselage était relevé pour prolonger le dessin du poste de pilotage, entièrement fermé. Monoplan à aile basse construit en bois, il reposait sur le même train fixe pantalonné que le Be-50.

- Beneš–Mráz Be-502 Bibi : Il s’agit du même appareil (OK-BEL) remotorisé dès 1936 : Le Walter Mikron de 65 ch était remplacé par un Walter Minor 46-I de 85 ch équipant le Be-50. Avec les renforts de structure l’appareil prenait 100 kg mais gagnait 40 km/h.

- Beneš–Mráz Be-550 Bibi : Présenté comme la version de série du Bibi, ce biplace côte à côte voyait sa surface alaire passer de 9 à 14 m2, soit la voilure utilisée sur les Be-56 et 156. Le fuselage était naturellement élargi et le carénage pantalon du train principal était remplacé par un carénage plus moulant. Curieusement il affichait des performances identiques à celles du monoplace avec le même moteur de 65 ch, sauf en montée. Cet appareil fit l’objet d’une petite série bien que le prototype ait été détruit sur accident avant même d’avoir reçu une immatriculation[1]. 4 exemplaires furent portés sur le registre civil tchécoslovaque entre le 20 septembre 1937 et début 1938. Le plus connu est le OK-BET (c/n 2), qui remporta la course aérienne nationale tchécoslovaque en 1937 et fut engagé l’année suivante dans le Rallye de la Petite Entente, finissant 9e avec le numéro '53' malgré la participation de nombreux chasseurs. Cet avion fut finalement vendu en Grande-Bretagne, où il reçut l’immatriculation G-AGSR mais passa la Seconde Guerre mondiale en caisse. Remonté à la fin des années 1940, le devait voler jusqu’au 25 octobre 1951, date à laquelle il fut détruit sur accident à White Waltham.
Au moins un autre Be-550 fut exporté, le c/n 9 : Vendu en Égypte (SU-ACD), il volait encore en Palestine en 1947 avec l’immatriculation VQ-PAQ.

- Beneš–Mráz Be-555 Super Bibi : Dernière évolution des Bibi, apparue en 1938 et adoptant la motorisation du Be-502 mais une voilure de 12 m2. Le prototype (OK-BEX) fut acheté par le Ministère des Travaux Publics. Un seul autre exemplaire est connu (OK-SLO, c/n 4). Il fut livré à l’aviation slovaque.

## Sources
1. ↑  V. Nemeček